# Kooru järv
Kooru järv (järv = See) ist ein natürlicher See auf der größten estnischen Insel Saaremaa im Kreis Saare. 1,3 Kilometer vom 87,2 Hektar großen See entfernt liegt der Ort Merise und 560 Meter entfernt liegt die Ostsee. Mit einer maximalen Tiefe von 1,2 Metern und einer durchschnittlichen Tiefe von 30 Zentimetern ist er sehr seicht.